# Remember 11: The Age of Infinity
Remember 11: The Age of Infinity är en visuell roman i genrerna thriller och hård science fiction, som utvecklades och släpptes av KID till Playstation 2 den 18 mars 2004. Spelet är den tredje delen i Infinity-serien, och skrevs liksom föregångarna Never 7: The End of Infinity och Ever 17: The Out of Infinity av Takumi Nakazawa, som också regisserade spelet, och Kotaro Uchikoshi.
Spelets släpptes även till Microsoft Windows den 4 april 2008 som en del av Infinity Plus (en box med alla KID:s Infinity-spel), till Playstation Portable den 16 april 2009, IOS den 21 november 2012, och Android den 10 december 2012.

## Spelupplägg
Remember 11 är en visuell roman i vilket spelaren tar sig framåt genom att läsa spelets handling. Vid vissa tillfällen kan spelaren välja mellan ett antal olika val, vilka påverkar riktningen spelets handling tar, och leder till olika slut. Spelet utspelar sig under sju dagar, och målet är att hålla spelarfiguren vid liv under den här tiden. Till att börja med kan spelaren bara spela genom spelet som figuren Cocoro Fuyukawa (冬川こころ Fuyukawa Kokoro?); efter att ha överlevt en vecka som henne kan de även spela som Satoru Yukidoh (優希堂悟 Yūkidō Satoru?). Spelet innehåller en "Back Jump"-funktion ("bakåt-hopp") som får spelet att börja om från början av den nuvarande scenen. Olika termer som används i spelet förklaras i ett uppslagsverk som kallas "TIPS"-systemet.
Under spelets gång får ett "personlighetsöverförings-fenomen" Cocoros och Satorus medvetanden att byta plats med varandra, vilket lämnar figurerna i den andres kropp. Då spelaren bara får reda på vad hans eller hennes nuvarande figur upplever måste han eller hon spela spelet som båda figurerna för att få tillgång till all information. Val som spelaren gör som en av figurerna påverkar också vad som händer när han eller hon spelar spelet som den andre; om spelaren till exempel väljer att låta Satoru dricka vatten så finns det inget vatten kvar om han eller hon spelar spelet som Cocoro, och om han eller hon börjar gräla med en annan figur som Cocoro kommer förhållandet till den figuren att vara spännt när han eller hon spelar som Satoru.

## Handling

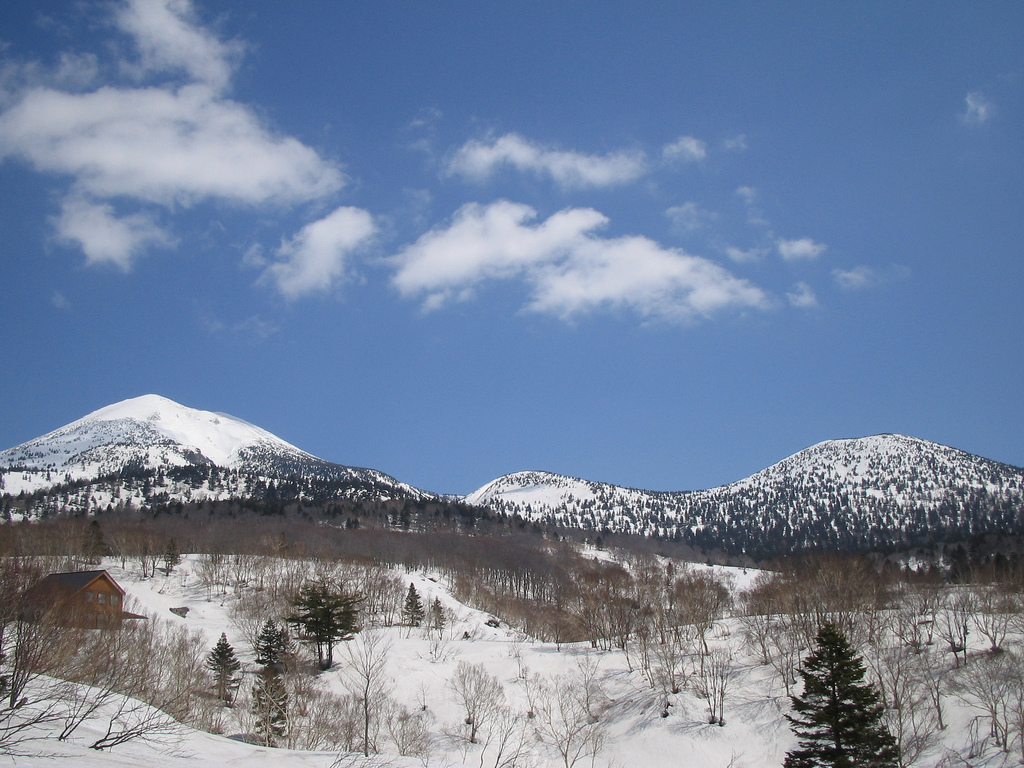
Delar av spelet utspelar sig i bergskedjan Hakkōda.

### Miljö och figurer
Remember 11 utspelar sig samtidigt år 2011 och 2012, den 11–17 januari, på två platser i Japan: en stuga på berget Akakura i bergskedjan Hakkōda, och på anläggningen Specified Psychiatric Hospital for Isolation and Aegis (SPHIA) på den fiktiva ön Aosagi, där brottslingar med psykiska sjukdomar behandlas. Spelaren tar rollen som dels Cocoro Fuyukawa, en tredjeårselev som studerar sociologi, som är fast på Akakura efter att ha överlevt en flygplanskrasch, och Satoru Yukidoh, en doktorand i kvantfysik som bor på SPHIA och har förlorat sitt minne. Yuni Kusuda (楠田ゆに Kusuda Yuni?), en ung pojke som har överlevt flygplanskraschen, framträder både i stugan och på SPHIA.
Bland andra överlevare från kraschen finns: Lin Mayuzumi (黛鈴 Mayuzumi Rin?), en advokat och Satorus flickvän; och Seiji Yomogi (黄泉木聖司 Yomogi Seiji?), en professionell fjällvandrare. Spelaren möter också två figurer på SPHIA: Kali Utsumi (内海カーリー Utsumi Kārī?), en grundskolelärare som är anställd som psykolog på SPHIA; och en flicka som antas lida av dissociativ identitetsstörning, som har varit på SPHIA sedan hon frikändes från åtal för mord på grund av hennes sinnessjukdom. Enligt födelseregistret heter hon Keiko Inubushi (犬伏景子 Inubushi Keiko?), men hon hävdar att hon inte känner igen det namnet och att hennes verkliga namn är Hotori Suzukage (涼蔭穂鳥 Suzukage Hotori?); detta är namnet på en av passagerarna på det kraschade flygplanet.

### Intrig
Spelet börjar år 2011 när Cocoro reser till SPHIA för att intervjua Inubushi, och hennes plan kraschar på Akakura. Yuni och Yomogi får Cocoro och Mayuzumi, som bägge är medvetslösa, till en stuga där de tar skydd från snöstormen. År 2012 faller Satoru ner från SPHIA-anläggningens klocktorn och förlorar medvetandet. Cocoro vaknar i ett rum och är lättad över att se att Yuni är i säkerhet. Yuni känner inte igen henne; hon tittar på sig själv i en spegel, och ser en manskropp. Satoru vaknar på liknande sätt upp i en kvinnokropp. Båda återvänder efter en tid till sina egna kroppar, men fenomenet fortsätter, och de förflyttas fram och tillbaka mellan varandras kroppar; de drar slutsatsen att deras medvetanden förflyttar sig över tid och rymd. I stugan hittas en nyhetsartikel med datumet 4 juli 2011, enligt vilken Yuni är den enda överlevande; de andra tre har enligt artikeln dött i en lavin den 17 januari. Satoru hittar en nyckel i sitt rum, men vet inte vad den går till.
Under veckans gång börjar personerna i stugan få slut på mat, medan Satoru blir utsatt för flera mordförsök av en okänd gärningsman. Satoru märker att han kan se samma månfas på SPHIA som vid stugan och att båda områdena omringas av vatten. Det avslöjas att den Yuni som är i stugan är från 2012, medan den Yuni som är på SPHIA är från 2011. Satoru hittar ett låst rum i SPHIA:s källare, där han möter en man vid namn Enomoto, som övervakar anläggningen genom kameror. Enomoto berättar för Satoru att det inte är medvetanden som förflyttas, utan hela området inom en 110-meters omkrets som förflyttas genom tid och rum, medan Satorus och Cocoros medvetanden lämnas kvar. Satoru försöker förstöra anläggningen, och Enomoto försöker stoppa honom. En omgång överföringar inträffar, och Enomoto dödas av någon som använder Satorus kropp.
Satoru tittar genom materialet från kamerorna, och drar slutsatsen att en tredje personlighet och plats ingår i överföringarna. Han lämnar SPHIA och väntar; överföringen inträffar, och en tredje överföringsplats dyker upp, i vilken en stor kubisk struktur syns. Spelaren kan välja att gå in i strukturen med hjälp av nyckeln från Satorus rum, eller att vänta utanför. Om Satoru går in märker han att det är tomt bortsett från en säng och en svart sfär. Enomoto från 2011 går in i strukturen och frågar Satoru efter hans namn; Satoru svarar, och Enomoto får panik, och säger att "projektet" är förstört. Han säger att Satorus minne har transplanterats från någon han kallar "den där personen", att sfären är den maskin som sköter överföringarna, och att den tredje överföringsplatsen är en relä mellan berget och ön, för att jämna ut lufttrycket under överföringarna; han avslöjar också att den tredje överföringsplatsen är den plats där Utsumi var när hon var inlagd på sjukhus år 2011. En annan person, som är identisk med Satoru, går in i strukturen och hugger Satoru med en kniv. Medan Satoru dör hör han mördaren kalla den person som hade antagits vara Enomoto "Satoru", som i sin tur kallar mördaren "Enomoto".
Om spelaren istället väntar utanför transporteras stugan till Aosagi. Yomogi, Mayuzumi och Cocoro undviker lavinen som nämndes i artikeln. 2011 års Yuni lämnas kvar på Akakura för att räddas av ett räddningsteam år 2011, och för att resa till SPHIA år 2012 för att återupprepa loopen och säkerställa Cocoro, Yomogi och Mayuzumis överlevnad under veckan. Satoru går genom sin teori om Inubushi; han tror att hon också upplevde överföringsfenomenet, och att hennes medvetande hamnade på Akakura i Hotoris döende kropp. Han tror att Hotoris medvetande befann sig i Inubushis kropp, vilket gjorde den fri från Inubushis mordiska tendenser, men inser att då både hans och Inubushis medvetanden är bundna till ön kan inte Hotori ha ockuperat Inubushis kropp samtidigt som han har ockuperat sin; Cocoro springer mot Inubushi, som håller Utsumis spädbarn över kanten på en klippa medan hon sjunger. Spelet slutar med att Satoru möter Mayuzumi, som säger att hon inte känner igen honom.

## Musik
| 1.           | Little Prophet  | 05:13 |
| 2.           | Chaining        | 03:13 |
| 3.           | Chaining ß      | 03:15 |
| 4.           | Scheme          | 02:44 |
| 5.           | Scheme ß        | 03:03 |
| 6.           | Anima           | 02:54 |
| 7.           | Animus          | 03:27 |
| 8.           | Persona         | 02:22 |
| 9.           | Old Wise Man    | 02:28 |
| 10.          | Great Mother    | 02:50 |
| 11.          | Shadow          | 02:58 |
| 12.          | Puer Aeternus   | 02:27 |
| 13.          | Trickstar [sic] | 02:54 |
| 14.          | Self            | 03:10 |
| 15.          | Communication   | 02:52 |
| 16.          | Heuristic       | 02:25 |
| Total längd: | Total längd:    | 48:25 |

| 1.  | Anxiety                     | 02:48 |
| 2.  | Cue                         | 02:45 |
| 3.  | Paranoia                    | 02:49 |
| 4.  | Fear and Insanity           | 03:04 |
| 5.  | Thanatos                    | 02:17 |
| 6.  | Delusive Consciousness      | 02:29 |
| 7.  | Delusive Consciousness amb. | 02:28 |
| 8.  | Mantra                      | 02:07 |
| 9.  | Multiple Maze               | 02:58 |
| 10. | Dreamy Lens                 | 02:52 |
| 11. | Dreamy Lens - Piano         | 01:58 |
| 12. | Dark Gestalt                | 02:31 |
| 13. | Nucleus                     | 03:09 |
| 14. | Will-Theme                  | 03:04 |
| 15. | Catharsis                   | 02:41 |
| 16. | All or None                 | 02:15 |
| 17. | All or None - Piano         | 02:28 |
| 18. | δ Wave                      | 05:04 |
| 19. | Darkness of Chaos           | 04:56 |

## Utveckling
Spelet regisserades liksom tidigare Infinity-spel av Takumi Nakazawa, som även skrev det tillsammans med bland annat Kotaro Uchikoshi. Medan en mängd författare jobbade med Akakura-delarna, skrev Uchikoshi och Nakazawa SPHIA-delarna. Takeshi Abo komponerade musiken även denna gång, och Hidari designade figurerna.

## Mottagande
Totalt så har mer än 40 000 exemplar av Windows- och Playstation 2-versionerna av spelet sålts.